# Susanne Lüning
Susanne Lüning (* 19. April 1966 in Ost-Berlin) ist eine deutsche Schauspielerin.

## Leben
Susanne Lüning ist die Tochter von Barbara Dittus. Sie absolvierte von 1982 bis 1986 die Hochschule für Schauspielkunst Ernst Busch Berlin. Nach Abschluss ihrer Schauspielausbildung war sie von 1986 bis 1989 festes Ensemblemitglied am Landestheater Halle.
Ab Ende der 1980er Jahre übernahm Lüning fast ausschließlich Rollen in Film und Fernsehen. Von 1985 bis 1989 war sie in Nebenrollen in verschiedenen Spielfilmen der DEFA zu sehen.
Ihre erste Filmrolle spielte Lüning 1985 unter der Regie von Herrmann Zschoche in dessen Film Hälfte des Lebens über das Leben des Dichters Friedrich Hölderlin. Es folgten Rollen in den DEFA-Filmen Besuch bei van Gogh, Jorinde und Joringel und 1987 in Bernhard Wickis Verfilmung des Romans Sansibar oder der letzte Grund von Alfred Andersch. 1988 spielte sie ebenfalls eine kleine Rolle in dem Film Einer trage des anderen Last … von Lothar Warneke.
In dem Fernsehfilm Molls Reisen spielte sie 1993 gemeinsam mit ihrer Mutter, der Schauspielerin Barbara Dittus. In dem mehrfach ausgezeichneten Film Marthas Garten von Peter Liechti spielte sie 1997 die Titelrolle. 2003 drehte Lüning für das Kino die satirische Komödie Befreite Zone, wo sie eine der Dorfbewohnerinnen und Nachbarinnen spielte. Eine wichtige und subtil charakterisierte Rolle übernahm Lüning 2005 als Klassenlehrerin Frau Steiner in dem Fernsehfilm In Liebe eine Eins an der Seite von Anna Loos und Heiner Lauterbach.
Nach der Wende war Lüning schwerpunktmäßig in verschiedenen Fernsehserien zu sehen, wo sie häufig in Krimiserien eingesetzt wurde. Sie übernahm dabei hauptsächlich Episodenrollen und auch Gastrollen. Sie spielte dabei die Rolle der Geliebten ebenso wie die psychopathische Mörderin oder die Frau mit Vergangenheit.
Lüning lebt in Berlin.

## Filmografie (Auswahl)
- 1985: Hälfte des Lebens
- 1985: Besuch bei van Gogh
- 1986: Jorinde und Joringel
- 1987: Sansibar oder Der letzte Grund
- 1987: … und ich dachte, du magst mich
- 1988: Einer trage des anderen Last …
- 1988: Die Schauspielerin
- 1988: Froschkönig
- 1989: Die ehrbaren Fünf (Fernsehfilm)
- 1992: Endstation Harembar
- 1993: Molls Reisen
- 1994: Alles außer Mord
- 1995: Praxis Bülowbogen
- 1995: Der König
- 1995: Peter Strohm
- 1995: Frauenarzt Dr. Markus Merthin
- 1995: Ein Fall für zwei: Eine offene Rechnung
- 1995: Die Straßen von Berlin
- 1996: Polizeiruf 110: Lauf oder stirb (Fernsehreihe)
- 1997: Marthas Garten
- 1997: Alarm für Cobra 11 – Die Autobahnpolizei
- 1998: Unser fremdes Kind
- 1998: Liebling Kreuzberg
- 1998: Der Clown
- 1998: Tatort: Schüsse auf der Autobahn (Fernsehreihe)
- 1999: Dr. Sommerfeld – Neues vom Bülowbogen
- 1999: Freunde fürs Leben
- 2000: Die Kommissarin
- 2001: Die Verbrechen des Professor Capellari – Zerbrechliche Beweise
- 2002: St. Angela
- 2002: Großstadtrevier
- 2002: SOKO Leipzig
- 2002: Bella Block: Tödliche Nähe
- 2003: Der Alte – Folge 283: Das Testament des Dr.Z
- 2003: Befreite Zone
- 2004: Pfarrer Braun – Ein verhexter Fall
- 2004: Das Duo – Bauernopfer
- 2005: In Liebe eine Eins
- 2005: Küstenwache
- 2005: In aller Freundschaft
- 2005: Wolffs Revier
- 2006: Familie Dr. Kleist
- 2007: Siska
- 2008: Der Landarzt
- 2010: Der letzte Bulle – Fremdgehen für Anfänger
- 2015: SOKO Wismar – Dolce Vita
- 2016: Donna Leon – Das goldene Ei
- 2018: Ein starkes Team – Preis der Schönheit